# Styrmer Kåresson
Styrmer Kåresson den lärde (Styrmir Kárason hinn fróði) var en medeltida historiker, författare, kyrkoman och lagsagesman (alltingspresident) på Island.

## Levnad
Styrmer föddes troligen i början av 1170-talet. Hans far antas ha varit den högättade Kåre Runolfsson (Kári Runólfsson) som var abbot i Tingöre kloster (Þingeyraklaustur) från 1181 till sin död 1187. Sigurður Nordal skriver i förordet till sin utgåva av Flatöboken att Styrmer troligen växte upp och fick sin utbildning i detta kloster, där han vistades fram till ca 1220. Då Karl Jónsson för andra gången blev abbot på Tingöre 1187 eller 1188, är det troligt att Styrmer samarbetade med honom i dennes skrivarverksamhet. 
På 1220-talet blev Styrmer huskaplan hos Snorre Sturlasson på Reykholt, och kom då också sannolikt att verka som Snorres sekreterare. År 1228 skickades han på Snorres uppdrag till Sturla Sighvatsson för att mäkla fred i den pågående fejden dem emellan.
Styrmer var känd för sin lagklokhet och blev Islands lagsagesman åren 1210-1214 och 1232-1235. År 1235 blev han prior i Vidö kloster (Viðeyjarklaustur), där han stannade till sin död den 20 februari 1245. Någon tid tycks han också ha varit knuten till Helgafjälls kloster (Helgafellsklaustur).
Styrmers följeskvinna hette Jórunn Einarsdóttir, med vilken han hade sonen Valgarðr.

## Verk
Styrmer var ingen självständig författare utan inskränkte sig till att sammanställa eller omarbeta äldre skrifter, vilka han utökade med antikvariska notiser. Det är framför allt följande skrifter som bär spår av Styrmers hand:
- Landnámabók. Det var troligen Styrmer som sammanställde den första versionen av Landnámabok, den så kallade Styrmisbók Landnáma, som nu är förlorad men som, jämte Sturlubók Landnáma, kom att utgöra underlaget för Haukr Erlendssons senare avskrift av detta verk.
- Lífssaga Ólafs helga eftir Styrmi fróða. Styrmers bok om Olav den heliges liv är nu till största delen förlorad, men delar av den har bevarats i Flatöboken, och det är också troligt att Óláfs saga helga i samma handskrift delvis bygger på Styrmers verk.
- Sverres saga. Också Sverres saga som skrevs av abboten Karl Jónsson är, sådan den nu föreligger i Flatöboken, upptecknad efter en bearbetad avskrift av Styrmer.
- Harðar saga ok Hólmverja. Harðar saga har varit en gammal saga som blivit så grundligt omarbetad att en ny saga kan sägas ha uppstått.[2] Av den ursprungliga sagan, Harðar saga Grímkelssonar, har endast inledningen bevarats. Det antas att det är Styrmer som ligger bakom den omarbetade versionen.

Styrmer var speciellt intresserad av legender och antikvariska uppgifter, men som historiker var han fullständigt okritisk. Det är säkert tack vare honom som många udda notiser har överlevt, men en kontroversiell fråga är i vad mån han också ändrade ursprungstexten i de sagor han redigerade.